# シュッピン
シュッピン株式会社（英: Syuppin Co.,Ltd.）とは、カメラ通販サイト「Map Camera」をはじめとする小売業を営む企業である。

## 概要
カメラ通販サイト「Map Camera」を運営。日本におけるカメラ専門通販サイトとして有名だが、他にも時計販売事業や自転車販売事業なども手掛ける。ネットに軸足を置き、中古ビジネスを手掛けるのが特徴。2015年12月に東京証券取引所一部に上場。

## 沿革
- 1994年8月 - 株式会社マップグループにおいて、カメラ販売事業「Map Camera」を運営開始。
- 2005年8月 - シュッピン株式会社設立。
- 2005年12月 - カメラEC部門を同社に営業譲渡。
- 2006年2月 - カメラ店舗営業部門を同社に営業譲渡。
- 2006年6月 - 時計販売事業「GMT」を運営開始。
- 2008年4月 - 筆記用具販売事業「KINGDOM NOTE」を運営開始。
- 2008年11月 - 自転車販売事業「map sports」を運営開始。
- 2012年12月 - 東証マザーズ市場に上場。
- 2013年2月 - ライカブティック「MapCamera Shinjuku」オープン。
- 2013年7月 - 「map sports」から「CROWN GEARS」に屋号を変更。
- 2015年12月 - 東証一部に上場。
- 2017年4月 - フォトシェアリングサイト「EVERYBODY×PHOTOGRAPHER.com」公開。
- 2017年8月 - 「Map Camera」が北米を中心とした地域への越境ECを開始。
- 2019年5月 - 「GMT」が越境ECを開始。
- 2019年12月 - レディース腕時計専門サイト「BRILLER」を運営開始。

## 事業内容
インターネットでの販売を中心に活動。一部実店舗での販売がある。いずれのサイトも、新品販売、中古販売、買取、見積もりを行っている。買取の際、各サイト共通で使える「シュッピンポイント」を貯めることができる。

### EVERYBODY×PHOTOGRAPHER.com
写真に付与されたGPS（位置情報）を活かし、地図と写真を連動させた、フォトシェアリングサービス。写真のアップロードは16GBまで、無制限に行うことが可能。日本語・英語の2ヶ国語に対応。

### GMT
海外の機械式高級時計を中心に取り扱う専門サイト。Map Cameraと同様に実店舗が存在。

### KINGDOM NOTE
万年筆などの筆記用具を中心に扱う専門サイト。万年筆のインクやボールペンの芯、ペンケースなどの各種ステーショナリーも扱う。Map Cameraと同様に実店舗が存在。
- 万年筆インク「日本の生物シリーズ」 - 日本の生物の色を再現した万年筆インク[5]

### CROWN GEARS
ロードバイクを中心に扱う専門サイト。各種パーツだけでなく、完成車も扱う。

### BRILLER
人気ブランドのレディース時計を中心に扱う専門サイト。

## その他
- 会長の鈴木慶は、ソフマップ創業者。ソフマップ、ドリームテクノロジーズ、同社の3企業の上場に関与した。[6]
- 2014年に、同社の20周年を記念し、ライカMの限定バージョン「LEICA M 20th Anniversary Map Camera」が販売された。[7]